# NGC 1064
NGC 1064 ist eine Balken-Spiralgalaxie vom Hubble-Typ SBc im Sternbild Walfisch südlich der Ekliptik. Sie ist schätzungsweise 413 Millionen Lichtjahre von der Milchstraße entfernt und hat einen Durchmesser von etwa 135.000 Lj.

Im selben Himmelsareal befinden sich u. a. die Galaxien NGC 1033, NGC 1048, NGC 1071, NGC 1078.
Das Objekt wurde im Jahr 1886 von Francis Preserved Leavenworth entdeckt.